# Genesis P-Orridge
Genesis P-Orridge pseudoniem van Neil Andrew Megson (Manchester, 22 februari 1950 – New York, 14 maart 2020) was een Brits muzikant, beeldend kunstenaar en zanger, voornamelijk bekend als de frontman van de experimentele bands Throbbing Gristle en Psychic TV.
P-Orridge begon zijn carrière als beeldend kunstenaar en muzikant eind jaren 60. Na een aantal solo-opnames richt hij COUM op, een performance-gezelschap dat evenementen organiseert in Engeland. De optredens van COUM veroorzaken nogal wat ophef. De thematiek van de groep is een mengeling van seks, pornografie, geweld, misdaad en het nazi-tijdperk.
In 1976 organiseert COUM de expositie Pornography, wat tot vragen in het lagerhuis leidt over kunstsubsidie stromen en of dit soort 'onfatsoenlijke moderne kunst' gesubsidieerd dient te worden door de overheid.
In 1977 richt P-Orridge Throbbing Gristle (afgekort TG) op en doet eenendertig performances tot aan 1981, het jaar waarin zijn relatie met mede-bandlid Cosey Fanny Tutti ophoudt en de band uit elkaar valt. Met TG richt hij tevens het Industrial Records label op, waarmee ook de Industrial muziek als genre naam krijgt. Na TG richt hij Psychic TV op en later Psychic TV 3.
Zijn laatste project betreft een uitwerking van zijn Pandrogender-manifest waarin hij en zijn partner Lady Jaye (geboren als Jacqueline Breyer) een lichaamsverandering ondergaan om in uiterlijk en innerlijk samen één te zijn. Zijn partner sterft aan darmkanker en P-Orridge zet dit project alleen door, waarbij hij in interviews consequent in de wij-vorm praat.

## Discografie
Solo-albums:
- Interview By TOPYSCAN
- The Industrial Sessions 1977
- What's History (1983)
- Je T'Aime (1985)
- Alaura/Slave Priest (1990)
- What's History (1990)
- At Stockholm (1995)
- Vis Spei (1995)
- A Perfect Pain (1999)
- Direction Ov Travel (2002)
- Painful 7 Inches (2002)
- Wordship (2003)
- When I Was Young (2004)

- Bibsys: 90775372
- Biblioteca Nacional de España: XX1380760
- Bibliothèque nationale de France: cb140512178 (data)
- CiNii: DA04741919
- Gemeinsame Normdatei: 12941798X
- International Standard Name Identifier: 0000 0003 6857 2841
- Library of Congress Control Number: n78027455
- MusicBrainz: ff22d292-3fc0-483f-8a87-0f6c97993d4b
- Nationale bibliotheek van Australië: 35829152
- Nationale Bibliotheek van Israël: 987007447624405171
- Nederlandse Thesaurus van Auteursnamen: 074115898
- Réseau des bibliothèques de Suisse occidentale: 02-A000126707
- RKD-Nederlands Instituut voor Kunstgeschiedenis: 497058
- SNAC: w6kp9cfs
- Système universitaire de documentation: 164322965
- Trove: 1106488
- Union List of Artist Names: 500056236
- Virtual International Authority File: 54349415